# Modena Football Club 2018 2020-2021
Questa voce raccoglie le informazioni riguardanti il Modena Football Club nelle competizioni ufficiali della stagione 2020-2021.

## Stagione
Il Modena affronta la nuova stagione con rinnovate ambizioni sotto la guida del tecnico Michele Mignani, confermato sulla panchina. La rosa è stata rinforzata dal nuovo direttore sportivo Luca Matteassi con gli arrivi del difensore Pergreffi, dei centrocampisti Castiglia, Gerli e Prezioso, degli attaccanti Costantino, Monachello e Scappini. Abbandona invece la maglia gialloblù un'altra bandiera: Armando Perna. Viene scelto come nuovo capitano il centrocampista Guido Davì, mentre come vice viene designato Andrea Ingegneri. Dopo l'eliminazione in Coppa Italia per mano del Monopoli, il campionato inizia in maniera positiva con la squadra che staziona nelle prime posizioni di classifica. Alla diciassettesima giornata raggiunge la prima posizione, ma poi ha un calo. Termina la stagione regolare al quarto posto e con i settanta punti conquistati risulta la miglior quarta classificata dei tre gironi del Campionato di Serie C, posizione che le consente di accedere direttamente alla fase nazionale dei play-off. Nel primo turno però viene eliminato dall'AlbinoLeffe che dopo avere perso in casa nella gara d'andata sbanca il Braglia al ritorno con due reti nei minuti finali.

## Divise e sponsor
Lo sponsor tecnico per la stagione 2020-2021 è Kappa, mentre gli sponsor ufficiali sono Giacobazzi, Sau ed Eternedile. Altri sponsor sono Riacef, Medica Plus, BlueRed e Ibatici.

## Organigramma societario
Area Amministrativa
- Romano Sghedoni - Presidente
- Alberto Lotti - Vice presidente
- Roberto Cesati - Direttore generale e consigliere CDA
- Andrea Remotti - Consigliere CDA
- Massimo Mammi - Consigliere CDA
- Antonio Petti - Consigliere CDA
- Luca Matteassi - Direttore sportivo
- Andrea Russo - Segretario generale e Team manager
- Simone Palmieri - Responsabile commerciale e marketing
- Francesca Avagliano - Ufficio commerciale
- Paolo Ferrari - Ufficio commerciale
- Annamaria Manicardi - Responsabile amministrazione
- Antonio Montefusco - Responsabile comunicazione
- Mauro Melotti - Responsabile settore giovanile
- Stefano Casolari - Segretario settore giovanile
- Stefano Zoboli - Delegato alla sicurezza (gestione evento)
- Luca Diana - Delegato alla sicurezza
- Maurizio Grillenzioni - SLO
- Francesca Fogliani - Front desk, reception e store

Staff Tecnico
- Michele Mignani - Allenatore
- Simone Vergassola - Allenatore in seconda
- Andrea Rossi - Preparatore portieri
- Massimo Poli - Preparatore atletico
- Paolo Ricchi - Preparatore addetto al recupero infortunati
- Claudio Pifferi - Magazziniere
- Davide Marzani - Magazziniere
- Emiliano Vannicola - Magazziniere
- Fabrizio Corghi - Responsabile sanitario
- Alberto Scavone - Medico sociale
- Alessandro Bellucci - Medico sociale
- Enrico Corradini - Fisioterapista
- Riccardo Levrini - Fisioterapista

## Rosa
| N. |                    | Ruolo | Calciatore         |
| -- | ------------------ | ----- | ------------------ |
| 1  | Italia (bandiera)  | P     | Antonio Narciso    |
| 2  | Italia (bandiera)  | D     | Francesco Gobbi    |
| 3  | Italia (bandiera)  | D     | Daniele Mignanelli |
| 4  | Italia (bandiera)  | D     | Antonio Pergreffi  |
| 5  | Italia (bandiera)  | D     | Andrea Ingegneri   |
| 6  | Nigeria (bandiera) | C     | Rabiu Oyndamola    |
| 7  | Italia (bandiera)  | A     | Tiziano Tulissi    |
| 8  | Italia (bandiera)  | C     | Luca Castiglia     |
| 9  | Italia (bandiera)  | A     | Stefano Scappini   |
| 10 | Brasile (bandiera) | A     | Felipe Sodinha     |
| 11 | Italia (bandiera)  | A     | Alberto Spagnoli   |
| 13 | Italia (bandiera)  | C     | Gianluca Laurenti  |
| 13 | Italia (bandiera)  | A     | Davide Luppi       |
| 14 | Italia (bandiera)  | D     | Nicola Stefanelli  |
| 14 | Italia (bandiera)  | C     | Mattia Corradi     |
| 15 | Italia (bandiera)  | D     | Luca Milesi        |
| 15 | Italia (bandiera)  | D     | Ivan De Santis     |

| N. |                   | Ruolo | Calciatore            |
| -- | ----------------- | ----- | --------------------- |
| 16 | Italia (bandiera) | C     | Fabio Gerli           |
| 17 | Italia (bandiera) | C     | Enrico Bearzotti      |
| 18 | Italia (bandiera) | D     | Alessandro Mattioli   |
| 19 | Italia (bandiera) | D     | Giovanni Zaro         |
| 20 | Italia (bandiera) | C     | Guido Davì (capitano) |
| 21 | Italia (bandiera) | C     | Mattia Muroni         |
| 22 | Italia (bandiera) | P     | Andrea Chiossi        |
| 23 | Italia (bandiera) | D     | Mickael Varutti       |
| 24 | Italia (bandiera) | P     | Riccardo Gagno        |
| 25 | Italia (bandiera) | C     | Riccardo Vaccari      |
| 26 | Italia (bandiera) | A     | Fabio Abiuso          |
| 27 | Italia (bandiera) | A     | Rocco Costantino      |
| 27 | Italia (bandiera) | A     | Nicholas Pierini      |
| 28 | Italia (bandiera) | C     | Mario Prezioso        |
| 29 | Italia (bandiera) | A     | Gaetano Monachello    |
| 30 | Italia (bandiera) | C     | Emanuele Guerra       |

## Calciomercato

### Sessione estiva(dal 1º settembre al 5 ottobre)
| Acquisti | Acquisti             | Acquisti     | Acquisti        |
| R.       | Nome                 | da           | Modalità        |
| -------- | -------------------- | ------------ | --------------- |
| P        | Andrea Chiossi       | Roma         | prestito        |
| P        | Riccardo Gagno       | Ternana      | definitivo      |
| D        | Daniele Mignanelli   | Carrarese    | titolo gratuito |
| D        | Riccardo Cargnelutti | Fano         | fine prestito   |
| D        | Eugenio Medi         | Zola Predosa | definitivo      |
| D        | Antonio Pergreffi    | Piacenza     | svincolato      |
| C        | Luca Castiglia       | Salernitana  | prestito        |
| C        | Edoardo Duca         | Pergolettese | fine prestito   |
| C        | Fabio Gerli          | Siena        | svincolato      |
| C        | Pietro Messori       | Correggese   | fine prestito   |
| C        | Mario Prezioso       | Napoli       | prestito        |
| A        | Rocco Costantino     | Triestina    | titolo gratuito |
| A        | Gaetano Monachello   | Atalanta     | titolo gratuito |
| A        | Federico Rinieri     | Zola Predosa | definitivo      |
| A        | Stefano Scappini     | Reggiana     | prestito        |
| A        | Tiziano Tulissi      | Atalanta     | definitivo      |

| Cessioni | Cessioni                | Cessioni                 | Cessioni        |
| R.       | Nome                    | a                        | Modalità        |
| -------- | ----------------------- | ------------------------ | --------------- |
| P        | Francesco Pacini        |                          | svincolato      |
| P        | Giovanni Bianculli      | Cittadella Vis San Paolo | titolo gratuito |
| P        | Riccardo Gagno          | Ternana                  | fine prestito   |
| D        | Maxime Giron            | Bisceglie                | svincolato      |
| D        | Riccardo Cargnelutti    | Fano                     | prestito        |
| D        | Armando Perna           | Legnago                  | svincolato      |
| D        | Emanuele Politti        | Lumezzane                | svincolato      |
| C        | Andrea Boscolo Papo     | Adriese                  | Titolo gratuito |
| C        | Salvatore Pezzella      | Roma                     | Fine prestito   |
| C        | Edoardo Duca            | Pergolettese             | prestito        |
| C        | Pietro Messori          | Gravina                  | titolo gratuito |
| C        | Lorenzo De Grazia       | Ravenna                  | titolo gratuito |
| A        | Tiziano Tulissi         | Atalanta                 | Fine prestito   |
| A        | Carlo Emanuele Ferrario | Giana Erminio            | svincolato      |
| A        | Bruno Gomes             | Paraná                   | svincolato      |
| A        | Tommaso Spaviero        | Pro Sesto                | svincolato      |
| A        | Simone Rossetti         | Matelica                 | svincolato      |
| A        | Mattia Bojardi          | Derthona                 | prestito        |

### Sessione invernale(dal 4 gennaio al 1º febbraio)
| Acquisti | Acquisti         | Acquisti       | Acquisti   |
| R.       | Nome             | da             | Modalità   |
| -------- | ---------------- | -------------- | ---------- |
| D        | Ivan De Santis   | Virtus Entella | prestito   |
| C        | Mattia Corradi   | Piacenza       | definitivo |
| A        | Davide Luppi     | Legnago        | definitivo |
| A        | Nicholas Pierini | Sassuolo       | prestito   |

| Cessioni | Cessioni          | Cessioni     | Cessioni   |
| R.       | Nome              | a            | Modalità   |
| -------- | ----------------- | ------------ | ---------- |
| D        | Luca Milesi       | Carrarese    | prestito   |
| D        | Nicola Stefanelli | Legnago      | svincolato |
| C        | Gianluca Laurenti | Legnago      | svincolato |
| A        | Fabio Abiuso      | Inter        | prestito   |
| A        | Rocco Costantino  | Pro Vercelli | prestito   |

## Risultati

### Serie C - Girone B

#### Girone di andata
| Arbitro: | Garofalo (Torre del Greco) |

|  |           |                                  |
|  | Marcatori | 49’ Spagnoli 78’ (rig.) Scappini |

| Arbitro: | Collu (Cagliari) |

|                                        |           |               |
| Tulissi 4’ Ingegneri 72’ Sodinha 90+7’ | Marcatori | 49’ E. Marchi |

| Arbitro: | G. Miele (Nola) |

|              |           |  |
| G. Gomez 56’ | Marcatori |  |

| Arbitro: | Cosso (Reggio Calabria) |

|                                         |           |  |
| Spagnoli 34’ Scappini 59’ Castiglia 65’ | Marcatori |  |

| Arbitro: | Kumara (Verona) |

|                               |           |             |
| Balestrero 11’ Volpicelli 42’ | Marcatori | 5’ Scappini |

| Modena 21 ottobre 2020, ore 20:30 CEST 6ª giornata | Modena                  | 0 – 0 referto | Feralpisalò | Stadio Alberto Braglia (1000 spett.)\| Arbitro: \| Arena (Torre del Greco) \| |
| Arbitro:                                           | Arena (Torre del Greco) |               |             |                                                                               |

| Arbitro: | Caldera (Como) |

|  |           |                         |
|  | Marcatori | 72’ Spagnoli 84’ Muroni |

| Arbitro: | Rutella (Enna) |

|  |           |            |
|  | Marcatori | 24’ Murano |

| Arbitro: | Milone (Taurianova) |

|  |           |                     |
|  | Marcatori | 48’ (rig.) Scappini |

| Arbitro: | Di Graci (Como) |

|                                      |           |              |
| Tulissi 4’ (rig.) Bellini 84’ (aut.) | Marcatori | 82’ Carletti |

| Mantova 16 novembre 2020, ore 21:00 CET 11ª giornata | Mantova                       | 0 – 0 referto | Modena | Stadio Danilo Martelli\| Arbitro: \| Pascarella (Nocera Inferiore) \| |
| Arbitro:                                             | Pascarella (Nocera Inferiore) |               |        |                                                                       |

| Arbitro: | Virgilio (Trapani) |

|                |           |                            |
| Monachello 22’ | Marcatori | 59’ El Kaouakibi 71’ Karić |

| Cesena 29 novembre 2020, ore 17:30 CET 13ª giornata | Cesena              | 0 – 0 referto | Modena | Orogel Stadium-Dino Manuzzi\| Arbitro: \| Maranesi (Ciampino) \| |
| Arbitro:                                            | Maranesi (Ciampino) |               |        |                                                                  |

| Arbitro: | Scarpa (Collegno) |

|             |           |  |
| Prezioso 1’ | Marcatori |  |

| Arbitro: | Panettella (Gallarate) |

|  |           |                |
|  | Marcatori | 48’ Monachello |

| Arbitro: | Ferrieri Caputi (Livorno) |

|                             |           |  |
| Pergreffi 6’ Monachello 52’ | Marcatori |  |

| Arbitro: | G. Miele (Nola) |

|  |           |              |
|  | Marcatori | 43’ Spagnoli |

| Arbitro: | Cosso (Reggio Calabria) |

|  |           |             |
|  | Marcatori | 81’ Sodinha |

| Arbitro: | Garofalo (Torre del Greco) |

|  |           |               |
|  | Marcatori | 56’ Pellacani |

#### Girone di ritorno
| Arbitro: | Emmanuele (Pisa) |

|                           |           |  |
| Spagnoli 25’ Prezioso 58’ | Marcatori |  |

| Arbitro: | Vigile (Cosenza) |

|              |           |  |
| Di Paola 72’ | Marcatori |  |

| Arbitro: | D'Ascanio (Ancona) |

|           |           |               |
| Luppi 86’ | Marcatori | 53’ Tartaglia |

| Ravenna 7 febbraio 2021, ore 15:00 CET 23ª giornata | Ravenna        | 0 – 0 referto | Modena | Stadio Bruno Benelli\| Arbitro: \| Colombo (Como) \| |
| Arbitro:                                            | Colombo (Como) |               |        |                                                      |

| Arbitro: | Pascarella (Nocera Inferiore) |

|                                              |           |                |
| Pergreffi 3’ Muroni 19’ 68’ Luppi 49’ (rig.) | Marcatori | 28’ Volpicelli |

| Arbitro: | Gualtieri (Asti) |

|  |           |            |
|  | Marcatori | 73’ Muroni |

| Arbitro: | Carella (Bari) |

|                                                      |           |             |
| Spagnoli 10’ Muroni 51’ Monachello 66’ Castiglia 74’ | Marcatori | 89’ Lescano |

| Arbitro: | Zufferli (Udine) |

|                                 |           |  |
| Elia 14’ Favalli 43’ Murano 65’ | Marcatori |  |

| Arbitro: | Carrione (Castellammare di Stabia) |

|                                          |           |              |
| Pergreffi 41’ Castiglia 65’ Scappini 87’ | Marcatori | 60’ Polidori |

| Arbitro: | Fiero (Pistoia) |

|                                        |           |  |
| Ghion 3’ (rig.) 76’ (rig.) Venturi 58’ | Marcatori |  |

| Arbitro: | Frascaro (Firenze) |

|             |           |              |
| Tulissi 15’ | Marcatori | 52’ Guccione |

| Arbitro: | Cascone (Nocera Inferiore) |

|                          |           |  |
| Voltan 11’ Casiraghi 22’ | Marcatori |  |

| Arbitro: | Moriconi (Roma) |

|               |           |  |
| Corradi 90+1’ | Marcatori |  |

| Arbitro: | Marotta (Sapri) |

|              |           |  |
| Neglia 90+2’ | Marcatori |  |

| Arbitro: | Collu (Cagliari) |

|                                  |           |           |
| Zaro 27’ Gerli 79’ Sodinha 90+3’ | Marcatori | 21’ Perez |

| Arbitro: | Panettella (Gallarate) |

|  |           |               |
|  | Marcatori | 26’ Ingegneri |

| Arbitro: | Gualtieri (Asti) |

|                                         |           |  |
| Luppi 25’ Pierini 53’ (rig.) Muroni 65’ | Marcatori |  |

| Arbitro: | Ubaldi (Roma) |

|                                            |           |  |
| Luppi 67’ (rig.) Pierini 73’ Castiglia 75’ | Marcatori |  |

| Arbitro: | Di Marco (Ciampino) |

|                                  |           |                                                |
| Arma 38’ (rig.), 59’ Danti 90+4’ | Marcatori | 11’ Scappini 24’ (rig.) Pierini 64’ Monachello |

### Play-off
| Arbitro: | Pascarella (Nocera Inferiore) |

|  |           |              |
|  | Marcatori | 28’ Spagnoli |

| Arbitro: | Longo (Paola) |

|  |           |                             |
|  | Marcatori | 89’ Tomaselli 90+6’ Manconi |

### Coppa Italia
| Arbitro: | Pezzuto (Lecce) |

|              |           |  |
| Paolucci 77’ | Marcatori |  |

## Statistiche
| Competizione | Punti | In casa | In casa | In casa | In casa | In casa | In casa | In trasferta | In trasferta | In trasferta | In trasferta | In trasferta | In trasferta | Totale | Totale | Totale | Totale | Totale | Totale | D.R. |
| Competizione | Punti | G       | V       | N       | P       | Gf      | Gs      | G            | V            | N            | P            | Gf           | Gs           | G      | V      | N      | P      | Gf     | Gs     | D.R. |
| ------------ | ----- | ------- | ------- | ------- | ------- | ------- | ------- | ------------ | ------------ | ------------ | ------------ | ------------ | ------------ | ------ | ------ | ------ | ------ | ------ | ------ | ---- |
| Serie C      | 70    | 19+1    | 13      | 3       | 3+1     | 37      | 12+2    | 19+1         | 8+1          | 4            | 7            | 14+1         | 16           | 38+2   | 21+1   | 7      | 10+1   | 51+1   | 28+2   | +22  |
| Coppa Italia |       | 0       | 0       | 0       | 0       | 0       | 0       | 1            | 0            | 0            | 1            | 0            | 1            | 1      | 0      | 0      | 1      | 0      | 1      | -1   |
| Totale       | 70    | 20      | 13      | 3       | 4       | 37      | 14      | 21           | 9            | 4            | 8            | 15           | 17           | 41     | 22     | 7      | 12     | 52     | 31     | +21  |

### Andamento in campionato
| Giornata  | 1 | 2 | 3 | 4 | 5 | 6 | 7 | 8 | 9 | 10 | 11 | 12 | 13 | 14 | 15 | 16 | 17 | 18 | 19 | 20 | 21 | 22 | 23 | 24 | 25 | 26 | 27 | 28 | 29 | 30 | 31 | 32 | 33 | 34 | 35 | 36 | 37 | 38 |
| --------- | - | - | - | - | - | - | - | - | - | -- | -- | -- | -- | -- | -- | -- | -- | -- | -- | -- | -- | -- | -- | -- | -- | -- | -- | -- | -- | -- | -- | -- | -- | -- | -- | -- | -- | -- |
| Luogo     | T | C | T | C | T | C | T | C | T | C  | T  | C  | T  | C  | T  | M  | T  | T  | C  | C  | T  | C  | T  | C  | T  | C  | T  | C  | T  | C  | T  | C  | T  | C  | T  | C  | C  | T  |
| Risultato | V | V | P | V | P | N | V | P | V | V  | N  | P  | N  | V  | V  | V  | V  | V  | P  | V  | P  | N  | N  | V  | V  | V  | P  | V  | P  | N  | P  | V  | P  | V  | V  | V  | V  | N  |
| Posizione | 1 | 1 | 4 | 1 | 6 | 6 | 3 | 7 | 5 | 3  | 4  | 5  | 5  | 4  | 3  | 3  | 1  | 1  | 3  | 3  | 4  | 4  | 4  | 4  | 4  | 3  | 4  | 4  | 4  | 4  | 4  | 4  | 4  | 4  | 4  | 4  | 4  | 4  |

Legenda:

Luogo: C = Casa; T = Trasferta. Risultato: V = Vittoria; N = Pareggio; P = Sconfitta.

### Statistiche dei giocatori
| Giocatore     | Serie C  | Serie C | Serie C     | Serie C    | Coppa Italia | Coppa Italia | Coppa Italia | Coppa Italia | Totale   | Totale | Totale      | Totale     |
| Giocatore     | Presenze | Reti    | Ammonizioni | Espulsioni | Presenze     | Reti         | Ammonizioni  | Espulsioni   | Presenze | Reti   | Ammonizioni | Espulsioni |
| ------------- | -------- | ------- | ----------- | ---------- | ------------ | ------------ | ------------ | ------------ | -------- | ------ | ----------- | ---------- |
| F. Abiuso     | 3        | 0       | 0           | 0          | 1            | 0            | 0            | 0            | 4        | 0      | 0           | 0          |
| E. Bearzotti  | 33+1     | 0       | 4           | 1          | 1            | 0            | 0            | 0            | 35       | 0      | 4           | 1          |
| L. Castiglia  | 33+2     | 4       | 8           | 0          | 1            | 0            | 0            | 0            | 36       | 4      | 8           | 0          |
| A. Chiossi    | 0        | 0       | 0           | 0          | 0            | 0            | 0            | 0            | 0        | 0      | 0           | 0          |
| R. Corradi    | 16+2     | 1       | 6+1         | 0          | -            | -            | -            | -            | 18       | 1      | 7           | 0          |
| R. Costantino | 11       | 0       | 1           | 0          | -            | -            | -            | -            | 11       | 0      | 1           | 0          |
| G. Davì       | 22       | 0       | 4           | 0          | 1            | 0            | 0            | 0            | 23       | 0      | 4           | 0          |
| I. De Santis  | 5        | 0       | 0           | 0          | -            | -            | -            | -            | 5        | 0      | 0           | 0          |
| R. Gagno      | 32+2     | -23+-2  | 1           | 0          | 1            | -1           | 0            | 0            | 35       | -26    | 1           | 0          |
| F. Gerli      | 37+2     | 1       | 2+1         | 0          | 1            | 0            | 0            | 0            | 40       | 1      | 3           | 0          |
| F. Gobbi      | 1        | 0       | 1           | 0          | -            | -            | -            | -            | 1        | 0      | 1           | 0          |
| A. Ingegneri  | 22+2     | 2       | 4           | 0          | 1            | 0            | 0            | 0            | 25       | 2      | 4           | 0          |
| G. Laurenti   | 4        | 0       | 1           | 0          | 1            | 0            | 0            | 0            | 5        | 0      | 1           | 0          |
| D. Luppi      | 17+2     | 4       | 0           | 0          | -            | -            | -            | -            | 19       | 4      | 0           | 0          |
| A. Mattioli   | 14+2     | 0       | 0           | 0          | 0            | 0            | 0            | 0            | 16       | 0      | 0           | 0          |
| D. Mignanelli | 27+1     | 0       | 5+1         | 2          | 1            | 0            | 1            | 0            | 29       | 0      | 7           | 2          |
| L. Milesi     | 10       | 0       | 0           | 0          | 0            | 0            | 0            | 0            | 10       | 0      | 0           | 0          |
| G. Monachello | 23       | 5       | 2           | 0          | -            | -            | -            | -            | 23       | 5      | 2           | 0          |
| M. Muroni     | 33+2     | 6       | 2+1         | 0          | 1            | 0            | 0            | 0            | 36       | 6      | 3           | 0          |
| A. Narciso    | 6        | -5      | 2           | 0          | 0            | 0            | 0            | 0            | 6        | -5     | 2           | 0          |
| R. Oyndamola  | 1+1      | 0       | 0           | 0          | 0            | 0            | 0            | 0            | 2        | 0      | 0           | 0          |
| A. Pergreffi  | 31+2     | 3       | 4           | 1          | 1            | 0            | 0            | 0            | 34       | 3      | 4           | 1          |
| N. Pierini    | 10+2     | 3       | 0           | 0          | -            | -            | -            | -            | 12       | 3      | 0           | 0          |
| M. Prezioso   | 33+1     | 2       | 6           | 0          | -            | -            | -            | -            | 34       | 2      | 6           | 0          |
| S. Scappini   | 31+2     | 6       | 1           | 0          | 1            | 0            | 0            | 0            | 34       | 6      | 1           | 0          |
| F. Sodinha    | 23       | 3       | 3           | 0          | 1            | 0            | 0            | 0            | 24       | 3      | 3           | 0          |
| A. Spagnoli   | 36+2     | 6+1     | 6           | 0          | 0            | 0            | 0            | 0            | 38       | 7      | 6           | 0          |
| N. Stefanelli | 2        | 0       | 0           | 0          | 0            | 0            | 0            | 0            | 2        | 0      | 0           | 0          |
| T. Tulissi    | 27       | 3       | 3           | 0          | 1            | 0            | 0            | 0            | 28       | 3      | 3           | 0          |
| R. Vaccari    | 1        | 0       | 0           | 0          | -            | -            | -            | -            | 1        | 0      | 0           | 0          |
| M. Varutti    | 20+2     | 0       | 3           | 0          | 0            | 0            | 0            | 0            | 22       | 0      | 3           | 0          |
| G. Zaro       | 31+2     | 1       | 11          | 0          | 0            | 0            | 0            | 0            | 33       | 1      | 11          | 0          |